# 後藤祐明

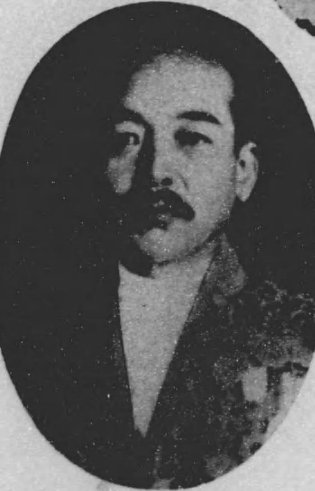
後藤祐明

後藤 祐明（ごとう ひろあき / すけあき、1872年8月4日（明治5年7月1日） - 1940年（昭和15年）2月26日）は、日本の検察官、台湾総督府・内務官僚。官選県知事、公証人。

## 経歴
佐賀県出身。後藤保明の長男として生まれた。1904年7月、東京帝国大学法科大学法律学科を卒業。司法官試補となり、千葉地方裁判所検事局に配属された。
以後、千葉区裁判所検事局、長野区裁判所検事局で勤務。1909年9月、東京区裁判所検事、東京地方裁判所検事に就任。1910年2月、台湾総督府に転じ警視となる。以後、民政部蕃務本署勤務、理蕃課長、保安課長、司獄官練習所教官などを歴任。1917年5月、島根県警察部長に転じた。以後、北海道庁警察部長、同庁拓殖部長、拓殖局次長などを務め、1921年5月に休職した。
1923年10月、大分県知事に就任。教育と産業の振興に尽力。1924年7月、岩手県知事に転任。産業振興に尽力。1925年9月に休職となる。1927年9月に退官し、京都市助役となる。その後、東京地方裁判所所属の公証人を務めた。